# Triathlon vid olympiska sommarspelen 2016
Triathlon vid olympiska sommarspelen 2016 anordnades den 18 och 20 augusti vid Copacabanafortet i Rio de Janeiro i Brasilien. Kvalificeringen skedde mellan 15 maj 2014 och 15 maj 2016 och totalt tävlade runt 55 män och 55 kvinnor i Rio.

## Medaljsammanfattning
| Gren                            | Guld                             | Silver                           | Brons                        |
| Damernas triathlon Detaljer...  | Gwen Jorgensen USA               | Nicola Spirig Hug Schweiz        | Vicky Holland Storbritannien |
| Herrarnas triathlon Detaljer... | Alistair Brownlee Storbritannien | Jonathan Brownlee Storbritannien | Henri Schoeman Sydafrika     |

Denna tabell: visa • redigera

## Medaljtabell
| Pl.    | Nation         | Guld | Silver | Brons | Totalt |
| ------ | -------------- | ---- | ------ | ----- | ------ |
| 1      | Storbritannien | 1    | 1      | 1     | 3      |
| 2      | USA            | 1    | 0      | 0     | 1      |
| 3      | Schweiz        | 0    | 1      | 0     | 1      |
| 4      | Sydafrika      | 0    | 0      | 1     | 1      |
| Totalt | Totalt         | 2    | 2      | 2     | 6      |